# The Wicked City
The Wicked City (妖獸都市 Yíu sau dōu síh) és una pel·lícula de Hong Kong de 1992 de ciència-ficció dirigida per Peter Mak i produïda per Tsui Hark. És una adaptació cinematogràfica en acció en viu de l'anime japonès del mateix nom, que al seu torn es basa en el primera novel·la de la sèrie del mateix nom de Hideyuki Kikuchi. La pel·lícula és protagonitzada per Jacky Cheung, Leon Lai, Yuen Woo-ping, Roy Cheung, Tatsuya Nakadai, Michelle Reis i Carman Lee. Michelle Reis va dir que Tsui Hark en realitat va dirigir moltes escenes ell mateix. Explica la història de ficció dels conflictes i la relació entre criatures semblants a dimonis i humans a Hong Kong dels anys noranta. La pel·lícula va ser una de les produccions de Tsui Hark més populars als EUA i Europa, i encara es presenta a festivals i projeccions de mitjanit als EUA i Europa.

## Argument
La història té lloc a Hong Kong en un conflicte entre mons humans i "Rapters" ("Reptoids" en algunes versions doblades) abans de l'entrega. Una unitat especial de policia de la ciutat està investigant una misteriosa droga anomenada "La felicitat". En Taki, un dels policies, coneix la seva antiga amant Windy, que és una raptor i ara amant d'un poderós raptor anomenat Daishu. En Taki i altres membres especials de la policia localitzen i lluiten contra Daishu, però més tard descobreixen que esperava conviure amb els humans. El fill de Daishu, Shudo, és el cervell. Al final Shudo és derrotat, però els amics de Daishu i Taki també moren. Windy marxa sola.
La pel·lícula comença amb la posta de sol a Tòquio. Desconegut per a la majoria de la gent, hi ha el demoníac "Rapter World" en conflicte amb el món humà. Els raptors canvien de forma i s'infiltren al món humà. Taki (o "Leung", interpretat per Leon Lai) és un venedor d'una empresa d'importació/exportació de Hong Kong, però aquesta és només la seva tapadora. Revela la seva veritable ocupació quan persegueix un raptor seductor semblant a una aranya a Tòquio. Ken li va salvar la vida quan en Taki es va quedar sense bales. Taki pertany a la Policia Especial Anti-Rapter. Un dia és traslladat de nou a Hong Kong. La Transferència de Hong Kong de 1997 està a prop, la seu de la Policia Especial Anti-Rapter va traslladar molts agents de Hong Kong al Regne Unit. Aquest és un període caòtic en què Hong Kong és més vulnerable als rapters. És per això que Taki és enviat a Hong Kong per ajudar.
També a la unitat hi ha el company de Taki, Ken Kai (o "Ying", Jacky Cheung). El pare de Ken s'enamora d'un raptor, així a les venes de Ken flueix la sang negra d'un raptor, la qual cosa li provocava desconfiança cada vegada. Però sempre espera demostrar la seva humanitat. A més de Taki, Orchid ("Loh", Carmen Lee) és l'únic de la unitat al seu costat. Quan Ken va sentir que en Taki no confiava prou en ell, en Taki li explica la seva relació passada amb un raptor, Windy ("Gaye", Michelle Reis). Taki va rebre l'ordre d'arrestar Windy i va ser ferit greument pels altres raptors que estaven perseguint Windy. Windy el va curar de bona voluntat, mentre escapava al món humà amb l'esperança de la pau. Windy es va convertir en l'informador de Taki contra els rapters i els dos es van unir romànticament. No obstant això, en Taki te por de posar-se a la pell del pare d'en Ken, i finalment fuig de Windy.
Un cop Taki torna a Hong Kong des de Tòquio, la unitat comença la investigació sobre una droga que millora el rendiment addictiva i nociva anomenada "Felicitat". El líder sense emocions de la unitat de policia, sergent Kayama ("Comandant", Yuen Woo-ping) sospita que la felicitat és importada del món dels rapters per un magnat anomenat Daishu ("Yuen", Tatsuya Nakadai). Ordena a Taki i Ken que s’infiltrin a la misteriosa festa del 150è aniversari de Daishu. Allà en Taki coneix la seva antiga amant ("Gaye", Michelle Reis), que ara és l'amant de Daishu. D'altra banda, Daishu i el seu personal de rapters estan tenint una reunió, perquè tampoc saben qui importa la droga Felicitat. El personal està nerviós, però Daishu els convenç de controlar l'economia dels humans per negociar amb els humans.
La reunió és atacada per dos assassins rapters. Tots els altres membres del personal són assassinats. En Daishu està ferit i Windy s'injecta Felicitat, però escapen dels assassins i la policia. El sergent Kayama sospita d'un traïdor a la unitat. Suspèn Ken del treball i diu que té un origen sospitós. Sabent que els rapters tindrien accés a energia per recuperar-se, el sergent Kayama presta atenció al consum d'electricitat dels districtes i localitza els rapters en una central elèctrica. En Taki entra a la planta, deixa escapar Windy però atrapa en Daishu. Windy demana ajuda al fill de Daishu, Shudo ("Gwei", Roy Cheung). Shudo ordena la seva lleialtat a ell i tenen relacions sexuals. Windy és enviada a ferir a Taki amb verí i més tard ella també és atrapada per la policia, ja que també és enquadrada per Shudo.
Daishu espera conviure amb els humans, ja que mons de rapters i humans s'enfronten junts a la crisi energètica. A més, espera aprendre les emocions humanes. El seu fill Shudo és el cervell que importa Felicitat i ataca a Daishu. Shudo també negocia amb Orchid, la veritable traïdora de la unitat policial. A Orchid no li importen ni els humans ni els raptors, només vol guanyar diners i abandonar la ciutat per sobreviure a la crisi energètica. Amb l'ajuda de Windy, Taki i Ken descobreixen la veritat, però Windy cau a les mans d'en Shudo. Rescaten Daishu de la unitat i uneixen forces per lluitar contra Shudo i els seus dos assassins. D'altra banda, l'anunci del sergent Kayama de suspendre Ken és un parany per atreure el veritable traïdor. Orchid és capturada pel sergent Kayama després de sabotejar les instal·lacions de la unitat policial. El sergent Kayama mata Orchid a sang freda i dirigeix un equip per anar darrere de Taki. A causa del sabotatge d'Orchid, s'apaga un camp magnètic artificial que protegeix Hong Kong, i Shudo ara és capaç de tornar el temps enrere a una època en què els humans són fàcils de controlar. Taki i Ken col·laboren amb Daishu per aturar en Shudo.
Després de les batalles nocturnes, els assassins de Shudo són eliminats per Daishu, però Ken sota la influència de Shudo es converteix en un rapter i després és ferit per l'equip del sergent Kayama. Windy està morint per l'efecte de Felicitat. Daishu torna a la seva forma de rapter per lluitar contra Shudo. Daishu diu que és perquè només un rapter pot matar el seu propi fill. Shudo està content perquè el seu pare finalment torna a ser un raptor. Més tard salten a un avió i lluiten per sobre de Hong Kong. El poder d'en Daishu es veu debilitat per l'edat, però es submergeix a l'ombra de Shudo i el derrota amb el poder de la seva ombra. Shudo pren en Taki com a ostatge, ja que sap que l'emoció humana és la debilitat del seu pare. Com a acte per protegir en Taki, Windy fereix Ken a l'estómac. Al mateix temps, Ken recupera la consciència humana. Dona la seva sang a Windy perquè Windy sigui capaç de vèncer Felicitat i rescatar en Taki de Shudo.
Al final Shudo és mort. L'equip del sergent Kayama va posar l'avió a la punta de la Bank of China Tower. Amb remordiment de no haver demostrat la seva humanitat, Ken mor en braços del sergent Kayama.
Sopesant el seu deure i les seves emocions, en Taki allibera Daishu i Windy de les mans de la policia especial, ja que sap que Daishu és qui pot protegir bé en Windy. Taki fingeix que l'altra policia baixarà a arrestar-los i Windy afirma que no tornarà a aparèixer a la ciutat, fent que Taki es torni en contra de les seves missions. Quan els dos es giren, un Taki ferit comenta amb tristesa: "No m'importa, no m'importa gens...". En Taki coneix un sergent Kayama trist i diu que Kayama pot haver-se emocionat massa per dirigir la unitat.
En un cotxe, Daishu mor per l'esgotament de l'energia, amb l'esperança que els humans no necessiten més "felicitat", deixant només a Windy que s'allunyi de la ciutat sol a l'alba.

## Repartiment
- Jacky Cheung : Ken
- Leon Lai : Taki
- Michelle Reis : Gaye
- Tatsuya Nakadai : Daishu
- Roy Cheung : Shudo
- Carman Lee : Loh/Shira/Orchid
- Yuen Woo-ping : Kayama

## Efectes especials
Andrew Lau i Joe Chan són els fotògrafs d'aquesta pel·lícula. Van presentar la pel·lícula amb la foscor de moltes escenes nocturnes i escenes interiors fosques. Van utilitzar il·luminació de colors en aquestes escenes, especialment per a seqüències de combat sobrenaturals. Els cineastes també van utilitzar llum negra en el maquillatge especial i el vestit de criatura de Shudo per fer-lo brillar a la foscor. Alguns efectes de salt i vol es van fer amb Wire fu (treball de filferro). Les transformacions i habilitats dels monstres es van fer amb efectes òptics senzills com ara la doble exposició i la impressió de marcs de pas (Morton, 2001). Van rebre el Premi als millors efectes especials al XXVI Festival Internacional de Cinema Fantàstic de Sitges.